# کیستلر (ویرجینیای غربی)
کیستلر(به انگلیسی: Kistler) شهری در ایالت ویرجینیای غربی کشور ایالات متحده آمریکا است که جمعیت آن در سرشماری سال ۲۰۱۰ میلادی، ۵۲۸ نفر بوده‌است.